# Harold Osorio
Harold Daniel Osorio Moreno (San Salvador, El Salvador; 20 de agosto de 2003) es un futbolista salvadoreño. Juega de centrocampista y su equipo actual es el Chicago Fire II de la MLS Next Pro. Es internacional absoluto por la selección de El Salvador desde 2021.

## Trayectoria
Osorio se unió al Chicago Fire II el 10 de agosto de 2022 proveniente del Alianza FC.

## Selección nacional
Debutó por la selección de El Salvador el 21 de agosto de 2021 ante Costa Rica.

## Estadísticas
Actualizado al último partido disputado el 27 de octubre de 2024.
| Club                              | Div.          | Temporada     | Liga  | Liga  | Copas nacionales | Copas nacionales | Copas internacionales | Copas internacionales | Total | Total |
| Club                              | Div.          | Temporada     | Part. | Goles | Part.            | Goles            | Part.                 | Goles                 | Part. | Goles |
| --------------------------------- | ------------- | ------------- | ----- | ----- | ---------------- | ---------------- | --------------------- | --------------------- | ----- | ----- |
| Alianza Fútbol Club · El Salvador | 1.ª           | 2020-21       | 1     | 0     | —                | —                | —                     | —                     | 1     | 0     |
| Alianza Fútbol Club · El Salvador | 1.ª           | 2021-22       | 17    | 2     | —                | —                | 0                     | 0                     | 17    | 2     |
| Alianza Fútbol Club · El Salvador | Total club    | Total club    | 18    | 2     | 0                | 0                | 0                     | 0                     | 18    | 2     |
| Chicago Fire FC II Estados Unidos | 3.ª           | 2023          | 11    | 3     | —                | —                | —                     | —                     | 11    | 3     |
| Chicago Fire FC II Estados Unidos | 3.ª           | 2024          | 19    | 9     | 3                | 1                | —                     | —                     | 22    | 10    |
| Chicago Fire FC II Estados Unidos | 3.ª           | 2025          | —     | —     | —                | —                | —                     | —                     | 0     | 0     |
| Chicago Fire FC II Estados Unidos | Total club    | Total club    | 30    | 12    | 3                | 1                | 0                     | 0                     | 33    | 13    |
| Total carrera                     | Total carrera | Total carrera | 48    | 14    | 3                | 1                | 0                     | 0                     | 51    | 15    |

### Selección nacional
| Selección                                      | Año                 | Partidos | Goles |
| ---------------------------------------------- | ------------------- | -------- | ----- |
| El Salvador Sub-17                             |                     |          |       |
| 2019                                           | 3                   | 0        |       |
| El Salvador Sub-20                             |                     |          |       |
| 2022                                           | 4                   | 1        |       |
| Total en su carrera                            | Total en su carrera | 7        | 1     |
| El Salvador                                    |                     |          |       |
| 2021                                           | 2                   | 0        |       |
| 2022                                           | 1                   | 0        |       |
| 2023                                           | 5                   | 0        |       |
| 2024                                           | 0                   | 0        |       |
| Total en su carrera                            | Total en su carrera | 8        | 0     |
| Estadísticas hasta el 21 de noviembre de 2023. |                     |          |       |

## Palmarés

### Títulos nacionales
| Título                          | Club       | País        | Año           |
| ------------------------------- | ---------- | ----------- | ------------- |
| Primera División de El Salvador | Alianza FC | El Salvador | Apertura 2020 |
| Primera División de El Salvador | Alianza FC | El Salvador | Apertura 2021 |
| Primera División de El Salvador | Alianza FC | El Salvador | Clausura 2022 |